# Bricolla
La bricolla, dal termine francese bricole che significa cinghia per reggere pesi, è una sacca di juta cucita grossolanamente, irrigidita da cartone, con due bretelle per il trasporto.
Può contenere fino 35-40 chilogrammi di merce.
Di solito usata dagli spalloni per il passaggio del confine (il più comune quello italo-svizzero) trasportando merci di contrabbando.  Per tanti anni, fino a circa il 1980, la merce più trasportata fu costituita da sigarette e tabacco in genere.
In Italia vigeva un Monopolio mentre in Svizzera la lavorazione di tabacco ed affini era affidata ad iniziativa privata.
Con il passare degli anni le bricolle andarono in disuso, le merci come valuta o droga divennero esclusiva di altri tipi di contrabbando, per cui sia le bricolle che gli spalloni si ridussero progressivamente fino a, praticamente, sparire.
La ragione principale fu l'incremento di valore del Franco svizzero nei confronti della Lira italiana. Il contrabbando cessò di offrire un guadagno sufficiente a ripagare fatica e rischio.

## Citazioni
Anche se come oggetto d'uso è praticamente scomparsa, la bricolla rimane nei ricordi e nell'immaginario collettivo nelle zone di confine. Viene citata nella canzone Ninna nanna del contrabbandiere nell'album Brèva e Tivàn e nell'album 
Pica nella canzone "la ballata del Cimino" di Davide Van de Sfroos.